# Atlakviða
L'Atlakviða (il canto di Atli) è uno dei poemi eroici dell'Edda poetica. Uno dei personaggi principali è Atli, che trae origine da Attila l'Unno. È uno dei più antichi poemi eddici. È conservato nel Codex Regius, e la stessa storia è citata nella Saga dei Völsungar. Nel manoscritto il poema è identificato come groenlandese, ma molti studiosi pensano che questa cosa derivi da una confusione con Atlamál. La metrica del poema si alterna irregolarmente tra málaháttr e fornyrðislag. Questo potrebbe indicare che due o più poesie siano state fuse, o che le righe corte e lunghe non utilizzavano due metriche diverse nel momento in cui furono scritte.

## Trama
Attila, re degli Unni, invia un messaggero a Gundicaro, re dei Burgundi, ed al suo giovane fratello Högni. Il messaggero dice che Attila invita i fratelli alla sua corte, e gli offre grandi ricchezze. I fratelli sono scettici, dato che sono già in possesso di grandi tesori. A confermare i loro sospetti c'è un anello mandato dalla loro sorella Guðrún, moglie di Attila, con legato un ciuffo di peli di lupo. Attila ovviamente sta tramando contro i fratelli, ma Gundicaro decide comunque di accettare l'offerta, giurando che se non avesse fatto ritorno nessuno avrebbe beneficiato delle sue ricchezze.
Quando Gundarico e Högni giunsero alla corte di Attila, incontrarono Guðrún che gli disse che avevano fatto una pessima scelta ad accettare l'offerta. Gundarico viene bloccato dagli uomini di Attila, mentre Högni combatte ed uccide otto uomini prima di essere sconfitto. Gli Unni chiedono a Gundarico se desidera riscattare la propria vita dicendogli dove nasconde il proprio oro. Dice a loro che vuole vedere il cuore di Högni. I carcerieri prendono il cuore di un codardo di nome Hjalli, e lo portano a Gundarico, ma egli capisce dal suo tremore che non è quello del fratello. Presero quindi il cuore di Högni ed egli morì ridendo. Gundarico riconobbe il cuore del coraggioso fratello, ma disse agli Unni che, ora che lui solo conosceva il nascondiglio dell'oro, poteva essere sicuro che non sarebbe mai stato scoperto. Gli Unni lo buttarono in una fossa dei serpenti (Orm- garth), dove morì suonando un'arpa.
Guðrún preparò un banchetto per Attila e la sua corte. Quando la festa era nel vivo, disse ad Attila che stava mangiando la carne dei suoi due figli. In seguito uccise Attila a letto, liberando i suoi cani ed i suoi servi e bruciandone la sala.